# Sharna Beckman
Sharna Beckman (Gold Coast, 1997 ou 1998), mais conhecida como Shaye, é uma dominatrix australiana que trabalha na plataforma online OnlyFans.

## Biografia
Sharna Beckman trabalhou como assistente de dentista por seis anos. Ela criou um OnlyFans para ganhar algum dinheiro extra, pois seu horário de trabalho foi reduzido devido a Pandemia de COVID-19. Ela começou a levar o conteúdo na plataforma de maneira mais séria após ser demitida por não querer se vacinar. Ela se especializou em humilhação de homens e entre outubro de 2023 a março de 2024 seu faturamento foi de AU$ 1,5 milhões. Ela diz querer investir em dinheiro em propriedades e em uma marca de roupas ou biquinis. Em março de 2024, Beckman bloqueou seu primo de 27 anos de sua conta no OnlyFans.